# Zupčići
Zupčići är en ort i Bosnien och Hercegovina.   Den ligger i entiteten Federationen Bosnien och Hercegovina, i den sydöstra delen av landet, 50 km öster om huvudstaden Sarajevo. Zupčići ligger 361 meter över havet och antalet invånare är 792.
Terrängen runt Zupčići är huvudsakligen kuperad, men åt sydväst är den bergig. Zupčići ligger nere i en dal. Närmaste större samhälle är Goražde, 3,1 km norr om Zupčići. 
I omgivningarna runt Zupčići växer i huvudsak lövfällande lövskog. Runt Zupčići är det ganska tätbefolkat, med 67 invånare per kvadratkilometer.